# ランヴィジャイ (駆逐艦)
ランヴィジャイ（INS Ranvijay）は、インド海軍の保有する駆逐艦（Destroyer）である。艦番号はD55。
ランヴィジャイは、インド海軍からの発注に基づきソ連で建造されたラージプート級駆逐艦の5番艦である。

## 概要
工場番号2204艦は、1982年3月19日にウクライナ・ソビエト社会主義共和国ニコラーエフの61人のコミューン参加者記念工場で起工、1983年4月11日には、一時的にソ連海軍に編入され、トルコーヴィイと命名され、1986年2月1日に進水、1987年10月15日に竣工、海上公試などを実施した後、1988年に、インド海軍へ引き渡された。
インドにおいては、ランヴィジャイと改称の上ムンバイに配備された。
本艦と4番艦ランヴィールは新造時よりガトリング機関砲AK-630とMR-123管制レーダーを装備した。就役後4基のAK-630の内2基を撤去、跡にバラク-1のVLSを各2基、計4基を装備した。